# یوشیدا سادافوسا

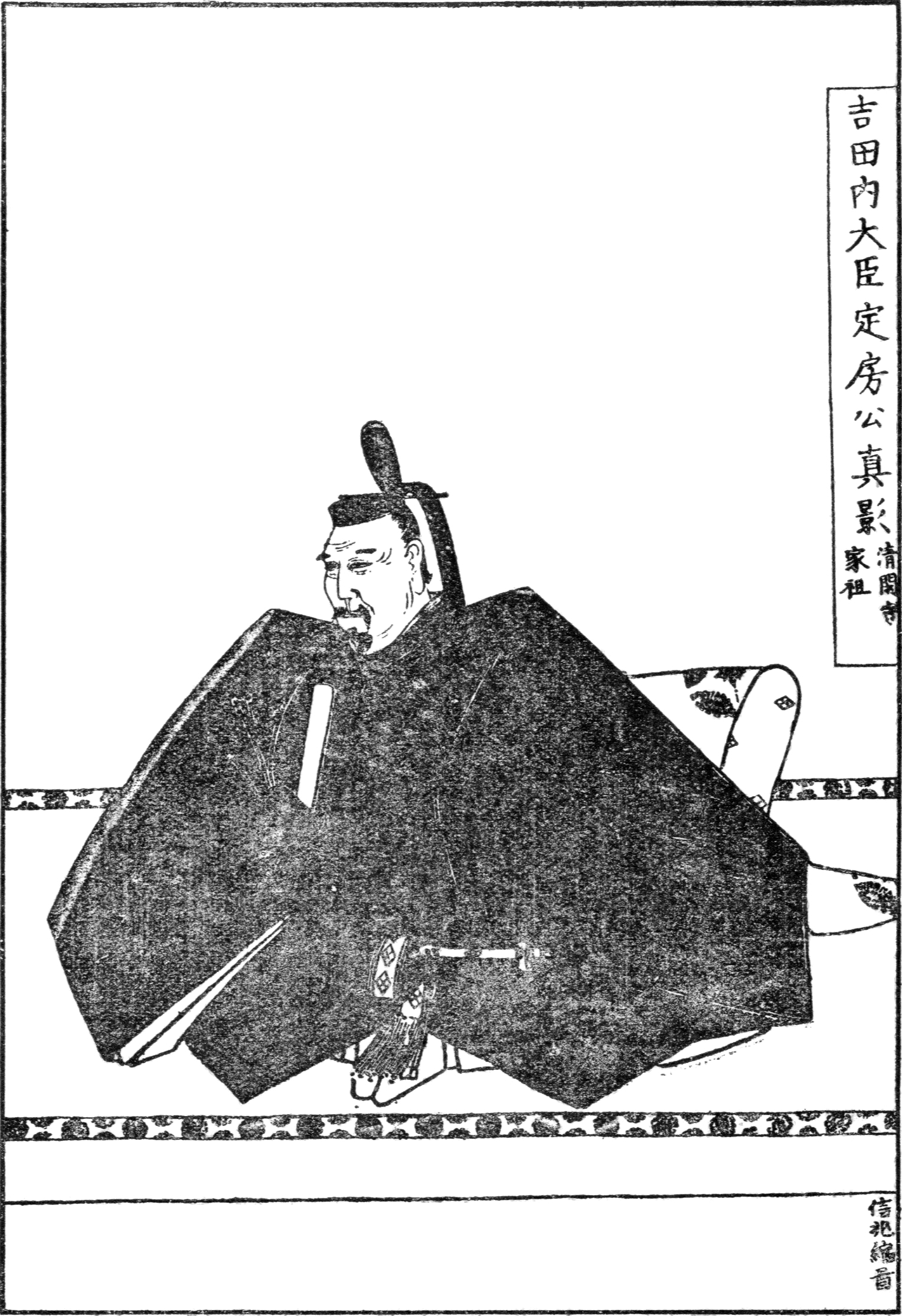

یوشیدا سادافوسا (به ژاپنی: 吉田 定房 よしだ さだふさ); تولد ۱۲۷۲ - مرگ ۱۳۳۸ میلادی - کوگه اشراف درباری از هوکه (فوجیوارا)، دایناگون در اواخر دوره کاماکورا بود.
در ۲۹ آوریل ۱۳۳۱، در جریان جنگ گنکو، او مخفیانه روکوهارا تاندای را از گفتگوهای مخفیانه برای سرنگونی شوگون‌سالاری کاماکورا آگاه کرد.
پس از اینکه امپراتور گو-دایگو به جزایر اوکی تبعید شد، امپراتور بازنشسته امپراتور گوفوشیمی از جناح جیمیوئین از او خواست تا به این نو هیوجوشو ja:院評定 بپیوندد.
با این حال، در مارس ۱۳۳۳، او نظر کتبی را به شوگونی ارائه داد و خواستار بازگشت امپراتور گو-دایگو به کیوتو شد تا جنبش ضد شوگونی را که در نقاط مختلف در حال وقوع بود، سرکوب کند.
این به عنوان اقدامی به دلیل نگرانی در مورد امنیت امپراتور گو-دایگو تفسیر شد، زیرا پس از سقوط شوگون‌سالاری کاماکورا توسط امپراتور گو-دایگو در جریان بازسازی کنمو به او موقعیت مهمی داده شد.